# Prototype pattern
Prototype (in italiano "prototipo") è un design pattern creazionale utilizzato in informatica nella programmazione orientata agli oggetti.
Prototype permette di creare nuovi oggetti clonando un oggetto iniziale, detto appunto prototipo. A differenza di altri pattern come Abstract factory o Factory method permette di specificare nuovi oggetti a tempo d'esecuzione (run-time), utilizzando un gestore di prototipi (prototype manager) per salvare e reperire dinamicamente le istanze degli oggetti desiderati.
Prototype è uno dei design pattern fondamentali definiti dalla cosiddetta Gang of Four.

## Applicabilità
Come altri pattern creazionali, ovvero che si occupano di istanziare oggetti, prototype mira a rendere indipendente un sistema dal modo in cui i suoi oggetti vengono creati.
Inoltre può rivelarsi utile quando
- le classi da istanziare sono specificate solamente a tempo d'esecuzione, per cui un codice statico non può occuparsi della creazione dell'oggetto, oppure
- per evitare di costruire una gerarchia di factory in parallelo a una gerarchia di prodotti, come avviene utilizzando Abstract factory e Factory method, oppure
- quando le istanze di una classe possono avere soltanto un limitato numero di stati, per cui può essere più conveniente clonare al bisogno il prototipo corrispondente piuttosto che creare l'oggetto e configurarlo ogni volta.

## Struttura
Il seguente diagramma delle classi in UML è riferito a un semplice esempio in Java ma è facilmente applicabile a qualsiasi linguaggio orientato agli oggetti, come per esempio il C++.

Diagramma delle classi in UML per il pattern Prototype

### Prototype
Prototype definisce un'interfaccia per clonare se stesso.

### ConcretePrototype
Le sottoclassi ConcretePrototype implementano l'interfaccia di Prototype, fornendo un'operazione per clonare se stessi.

### Client
Client crea un nuovo oggetto del tipo desiderato chiedendo a un prototipo di clonarsi, ovvero invocando il metodo clone definito da ConcretePrototype.

## Collaborazioni
Lo schema delle collaborazioni è estremamente semplice: il cliente chiede a un prototipo di clonarsi, ottenendo una copia dell'oggetto desiderato.

## Conseguenze

### Indipendenza dal metodo d'instanziazione
Come i pattern Abstract factory e Builder, Prototype permette di incapsulare al suo interno la modalità di istanziazione degli oggetti, liberando i Client dalla necessità di conoscere i nomi delle classi da instanziare.

### Modularità arun-time
Prototype è più flessibile di altri pattern creazionali, perché l'aggiunta di un prodotto richiede semplicemente la registrazione dell'oggetto da clonare in un gestore di prototipi (prototype manager), descritto nella sezione implementazione. Questa caratteristica permette a un Client di aggiungere un prodotto a tempo d'esecuzione, e di renderlo disponibile per la clonazione ad altri Client.

### Definire nuovi oggetti modificando valori
Quando si devono definire numerosi oggetti differenziati tra loro solo dai valori che assumono le loro variabili interne è più comodo istanziare nuovi oggetti semplicemente clonando un prototipo iniziale e successivamente impostare la rappresentazione interna perché assuma la configurazione desiderata.
Per esempio un editor di spartiti musicali potrebbe istanziare un solo prototipo di nota, clonarlo e impostare altezza e durata invece di definire una classe per ogni nota.

### Definire nuovi oggetti modificando la struttura
Nelle applicazioni che aggregano oggetti diversi in strutture composte, magari utilizzando i pattern Composite o Decorator, l'utilizzo di prototipi può semplificare la gestione e la generazione di parti e sottoparti.
Per esempio, un programma di grafica vettoriale potrebbe permettere all'utente di salvare composizioni di oggetti per poi poterne generare copie al bisogno.

### Minore necessità di sottoclassi
Il pattern Prototype permette di risolvere un problema di Factory method relativo alla dimensione della gerarchia di classi necessarie. Usando un metodo factory è necessario creare sottoclassi per inserire un nuovo prodotto e, se si hanno numerosi prodotti molto simili tra di loro, la definizione di una nuova classe per ognuno può portare a grandi quantità di codice duplicato.
Usando i prototipi non sono necessarie né una classe factory, né la gerarchia di classi associata ai prodotti: i nuovi oggetti vengono istanziati e inizializzati variando valori interni e struttura, come spiegato precedentemente.

### Difficoltà legate alla clonazione
L'unica difficoltà del pattern Prototype potrebbe risiedere nell'implementazione dell'operazione clone. Il metodo clone deve comportarsi come una copia in profondità (deep copy), in modo che la copia di un oggetto composto implichi la copia delle sue sottoparti.
Poiché molti linguaggi di programmazione utilizzando una copia semplice (shallow copy), l'operazione clone deve essere ridefinita dal programmatore e ciò può risultare particolarmente complesso in presenza di strutture dati con riferimenti circolari o nel caso alcuni oggetti non permettano la copia.

## Implementazione
L'implementazione del pattern Prototype può comprendere diverse necessità, come l'utilizzo di un gestore di prototipi, la definizione di un'operazione di copia in profondità e l'inizializzazione degli oggetti appena clonati.

### Utilizzo di un gestore di prototipi
Se il numero di prototipi utilizzati può variare a tempo d'esecuzione perché i Client possono registrarne di nuovi, è necessario l'utilizzo di un gestore (prototype manager) che si occupi di gestire i prototipi invece dei clienti. Un Client non utilizzarà i prototipi direttamente, ma li salverà e li recupererà utilizzando il gestore.
Il gestore di prototipi utilizza una struttura dati associativa, come per esempio una mappa (map), che permetta di identificare un prototipo a partire da una data chiave (key). Tra le varie operazioni che può definire le più basilari sono l'inserimento di un prototipo associato a una chiave, l'eliminazione di un prototipo a partire dalla chiave data e la possibilità di generare l'elenco delle chiavi memorizzate perché sia consultabile a tempo d'esecuzione.

### Implementazione dell'operazione di copia
L'implementazione dell'operazione clone è la parte più delicata del pattern. Nella grande maggioranza dei casi gli oggetti copiati devono essere indipendenti uno dall'altro, l'originale dalla copia. Ciò può portare a problemi nel caso di composizioni di oggetti.
Se gli oggetti sono semplici è sufficiente utilizzare qualche costrutto del linguaggio che permetta la copia di aree di memoria. C++ fornisce un costrutto per la copia, Java definisce un'operazione clone nell'oggetto predefinito Object e qualunque altro oggetto la eredita automaticamente.
Tuttavia, quando un oggetto contiene riferimenti interni ad altri oggetti, copiare l'oggetto contenitore utilizzando una copia semplice non clona anche gli oggetti contenuti, ma solo i loro riferimenti. Questo provoca una situazione di aliasing, ovvero di riferimenti multipli a un oggetto: poiché solo l'oggetto contenitore è stato duplicato, gli oggetti contenuti sono raggiungibili sia dall'originale che dalla copia, rendendo copia e originale non indipendenti tra loro.
Per risolvere questo problema è necessaria una copia in profondità, ovvero un'operazione di clonazione che duplichi l'oggetto su cui è invocata e che chiami le operazioni clone di tutti gli oggetti di cui esiste un riferimento interno, che a loro volta si devono comportare analogamente per garantire la copia di tutta la struttura.
Nel caso di riferimenti circolari è necessario un meccanismo aggiuntivo per evitare di clonare più volte lo stesso oggetto.

### Inizializzazione delle copie
Alcuni Client potrebbero avere la necessità di ricevere copie già inizializzate di prototipi, ovvero oggetti già impostati con i valori desiderati.
Poiché l'operazione clone deve avere una signature uniforme, mentre le richieste di inizializzazione dei Client possono richiedere i più disparati parametri, è impossibile sfruttare gli argomenti del metodo di clonazione per specificare lo stato del nuovo oggetto.
Se non si vuole esporre dei metodi di manipolazione dell'oggetto per permettere al Client di impostare direttamente i valori dopo aver ricevuto la copia, è possibile definire un'operazione Initialize ("inizializza") negli oggetti prototipo che riceva gli argomenti necessari per impostare lo stato dell'oggetto dopo la copia.

## Esempi

### Python
```
import
 
copy

#

# Prototype Class

#

class
 
Cookie
:

    
def
 
__init__
(
self
,
 
name
):

        
self
.
name
 
=
 
name

    
    
def
 
clone
(
self
):

        
return
 
copy
.
deepcopy
(
self
)

#

# Concrete Prototypes to clone

#

class
 
CoconutCookie
(
Cookie
):

    
def
 
__init__
(
self
):

        
Cookie
.
__init__
(
self
,
 
'Coconut'
)

#

# Client Class

#

class
 
CookieMachine
:

    
def
 
__init__
(
self
,
 
cookie
):

        
self
.
cookie
 
=
 
cookie

 
    
def
 
make_cookie
(
self
):

        
return
 
self
.
cookie
.
clone
()

 

if
 
__name__
 
==
 
'__main__'
:

    
prot
 
=
 
CoconutCookie
()

    
cm
 
=
 
CookieMachine
(
prot
)

    
for
 
i
 
in
 
xrange
(
10
):

        
temp_cookie
 
=
 
cm
.
make_cookie
()

```

### PHP
```
abstract
 
class
 
Prototipo

{

    
public
 
$a
;

    
public
 
$b
;

    
public
 
$c
;

    
    
public
 
function
 
somma
()

    
{

        
echo
 
"Sto sommando: 
{
$this
->
a
}
 + 
{
$this
->
b
}
\n
"
;

        
$this
->
c
 
=
 
$this
->
a
 
+
 
$this
->
b
;

    
}

    
    
public
 
function
 
risultato
()

    
{

        
echo
 
"Risultato somma: 
{
$this
->
c
}
\n\n
"
;

    
}

    
abstract
 
function
 
__clone
();

}

class
 
Sommatore1
 
extends
 
Prototipo

{

    
public
 
function
 
__construct
()

    
{

        
$this
->
a
 
=
 
1
;

        
$this
->
b
 
=
 
2
;

        
        
$this
->
somma
();

        
$this
->
risultato
();

    
}

    
function
 
__clone
()

    
{

        
echo
 
"Non eseguo somma: 
{
$this
->
a
}
 + 
{
$this
->
b
}
\n
"
;

        
//$this->somma();

        
$this
->
risultato
();

    
}

}

class
 
Sommatore2
 
extends
 
Prototipo

{

    
public
 
function
 
__construct
()

    
{

        
$this
->
a
 
=
 
2
;

        
$this
->
b
 
=
 
2
;

        
        
$this
->
somma
();

        
$this
->
risultato
();

    
}

    
function
 
__clone
()

    
{

        
echo
 
"Non eseguo somma: 
{
$this
->
a
}
 + 
{
$this
->
b
}
\n
"
;

        
//$this->somma();

        
$this
->
risultato
();

    
}

}

$sommatore1
 
=
 
new
 
Sommatore1
();

$sommatore2
 
=
 
new
 
Sommatore2
();

$sommatore1c
 
=
 
clone
 
$sommatore1
;

$sommatore2c
 
=
 
clone
 
$sommatore2
;

//Risultato: #quanton81

//Sto sommando: 1 + 2

//Risultato somma: 3

//

//Sto sommando: 2 + 2

//Risultato somma: 4

//

//Non eseguo somma: 1 + 2

//Risultato somma: 3

//

//Non eseguo somma: 2 + 2

//Risultato somma: 4

```

### C++
```
#include
 
<iostream>

#include
 
<map>

#include
 
<string>

using
 
namespace
 
std
;

enum
 
RECORD_TYPE_en

{

  
CAR
,

  
BIKE
,

  
PERSON

};

typedef
 
unsigned
 
int
 
u_int32_t
;

/**

 * Record is the Prototype

 */

  

class
 
Record

{

  
public
 
:

  

    
Record
()
 
{}

  

    
~
Record
()
 
{}

  

    
virtual
 
Record
*
 
Clone
()
=
0
;

      

    
virtual
 
void
 
Print
()
=
0
;

};

  

/**

 * CarRecord is Concrete Prototype

 */

  

class
 
CarRecord
 
:
 
public
 
Record

{

  
private
 
:

    
string
 
m_oStrCarName
;

    

    
u_int32_t
 
m_ui32ID
;

  

  
public
 
:

  

    
CarRecord
(
string
 
_oStrCarName
,
u_int32_t
 
_ui32ID
)

      
:
 
Record
(),
 
m_oStrCarName
(
_oStrCarName
),

        
m_ui32ID
(
_ui32ID
)

    
{

    
}

    

    
CarRecord
(
CarRecord
&
 
_oCarRecord
)

      
:
 
Record
()

    
{

      
m_oStrCarName
 
=
 
_oCarRecord
.
m_oStrCarName
;

      
m_ui32ID
 
=
 
_oCarRecord
.
m_ui32ID
;

    
}

    

    
~
CarRecord
()
 
{}

  

    
CarRecord
*
 
Clone
()

    
{

      
return
 
new
 
CarRecord
(
*
this
);

    
}

    

    
void
 
Print
()

    
{

      
cout
 
<<
 
"Car Record"
 
<<
 
endl

        
<<
 
"Name  : "
 
<<
 
m_oStrCarName
 
<<
 
endl

        
<<
 
"Number: "
 
<<
 
m_ui32ID
 
<<
 
endl
 
<<
 
endl
;

    
}

};

/**

 * BikeRecord is the Concrete Prototype

 */

class
 
BikeRecord
 
:
 
public
 
Record

{

  
private
 
:

    
string
 
m_oStrBikeName
;

  

    
u_int32_t
 
m_ui32ID
;

  

  
public
 
:

    
BikeRecord
(
string
 
_oStrBikeName
,
u_int32_t
 
_ui32ID
)

      
:
 
Record
(),
 
m_oStrBikeName
(
_oStrBikeName
),

        
m_ui32ID
(
_ui32ID
)

    
{

    
}

  

    
BikeRecord
(
BikeRecord
&
 
_oBikeRecord
)

      
:
 
Record
()

    
{

      
m_oStrBikeName
 
=
 
_oBikeRecord
.
m_oStrBikeName
;

      
m_ui32ID
 
=
 
_oBikeRecord
.
m_ui32ID
;

    
}

  

    
~
BikeRecord
()
 
{}

    
BikeRecord
*
 
Clone
()

    
{

      
return
 
new
 
BikeRecord
(
*
this
);

    
}

    

    
void
 
Print
()

    
{

      
cout
 
<<
 
"Bike Record"
 
<<
 
endl

        
<<
 
"Name  : "
 
<<
 
m_oStrBikeName
 
<<
 
endl

        
<<
 
"Number: "
 
<<
 
m_ui32ID
 
<<
 
endl
 
<<
 
endl
;

    
}

};

/**

 * PersonRecord is the Concrete Prototype

 */

class
 
PersonRecord
 
:
 
public
 
Record

{

  
private
 
:

    
string
 
m_oStrPersonName
;

    

    
u_int32_t
 
m_ui32Age
;

  

  
public
 
:

    
PersonRecord
(
string
 
_oStrPersonName
,
 
u_int32_t
 
_ui32Age
)

      
:
 
Record
(),
 
m_oStrPersonName
(
_oStrPersonName
),

        
m_ui32Age
(
_ui32Age
)

    
{

    
}

  

    
PersonRecord
(
PersonRecord
&
 
_oPersonRecord
)

      
:
 
Record
()

    
{

      
m_oStrPersonName
 
=
 
_oPersonRecord
.
m_oStrPersonName
;

      
m_ui32Age
 
=
 
_oPersonRecord
.
m_ui32Age
;

    
}

   

    
~
PersonRecord
()
 
{}

    

    
Record
*
 
Clone
()

    
{

      
return
 
new
 
PersonRecord
(
*
this
);

    
}

    

    
void
 
Print
()

    
{

      
cout
 
<<
 
"Person Record"
 
<<
 
endl

        
<<
 
"Name : "
 
<<
 
m_oStrPersonName
 
<<
 
endl

        
<<
 
"Age  : "
 
<<
 
m_ui32Age
 
<<
 
endl
 
<<
 
endl
 
;

    
}

};

/**

 * RecordFactory is the client

 */

  

class
 
RecordFactory

{

  
private
 
:

    
map
<
RECORD_TYPE_en
,
 
Record
*
 
>
 
m_oMapRecordReference
;

  
public
 
:

    
RecordFactory
()

    
{

      
m_oMapRecordReference
[
CAR
]
    
=
 
new
 
CarRecord
(
"Ferrari"
,
 
5050
);

      
m_oMapRecordReference
[
BIKE
]
   
=
 
new
 
BikeRecord
(
"Yamaha"
,
 
2525
);

      
m_oMapRecordReference
[
PERSON
]
 
=
 
new
 
PersonRecord
(
"Tom"
,
 
25
);

    
}

    

    
~
RecordFactory
()

    
{

      
delete
 
m_oMapRecordReference
[
CAR
];

      
delete
 
m_oMapRecordReference
[
BIKE
];

      
delete
 
m_oMapRecordReference
[
PERSON
];

    
}

    

    
Record
*
 
CreateRecord
(
RECORD_TYPE_en
 
enType
)

    
{

      
return
 
m_oMapRecordReference
[
enType
]
->
Clone
();

    
}

};

  

int
 
main
()

{

  
RecordFactory
*
 
poRecordFactory
 
=
 
new
 
RecordFactory
();

  
Record
*
 
poRecord
;

  
poRecord
 
=
 
poRecordFactory
->
CreateRecord
(
CAR
);

  
poRecord
->
Print
();

  
delete
 
poRecord
;

  

  
poRecord
 
=
 
poRecordFactory
->
CreateRecord
(
BIKE
);

  
poRecord
->
Print
();

  
delete
 
poRecord
;

    

  
poRecord
 
=
 
poRecordFactory
->
CreateRecord
(
PERSON
);

  
poRecord
->
Print
();

  
delete
 
poRecord
;

  

  
delete
 
poRecordFactory
;

  
return
 
0
;

}

```

### C#
```
 
public
 
enum
 
RecordType

 
{

    
Car
,

    
Person

 
}

 

 
/// <summary>

 
/// Record is the Prototype

 
/// </summary>

 
public
 
abstract
 
class
 
Record

 
{

    
public
 
abstract
 
Record
 
Clone
();

 
}

 

 
/// <summary>

 
/// PersonRecord is the Concrete Prototype

 
/// </summary>

 
public
 
class
 
PersonRecord
 
:
 
Record

 
{

    
string
 
name
;

    
int
 
age
;

 

    
public
 
override
 
Record
 
Clone
()

    
{

       
return
 
(
Record
)
this
.
MemberwiseClone
();
 
// default shallow copy

    
}

 
}

 

 
/// <summary>

 
/// CarRecord is another Concrete Prototype

 
/// </summary>

 
public
 
class
 
CarRecord
 
:
 
Record

 
{

    
string
 
carname
;

    
Guid
 
id
;

 

    
public
 
override
 
Record
 
Clone
()

    
{

       
CarRecord
 
clone
 
=
 
(
CarRecord
)
this
.
MemberwiseClone
();
 
// default shallow copy

       
clone
.
id
 
=
 
Guid
.
NewGuid
();
 
// always generate new id

       
return
 
clone
;

    
}

 
}

 

 
/// <summary>

 
/// RecordFactory is the client

 
/// </summary>

 
public
 
class
 
RecordFactory

 
{

    
private
 
static
 
Dictionary
<
RecordType
,
 
Record
>
 
_prototypes
 
=

       
new
 
Dictionary
<
RecordType
,
 
Record
>
();

 

    
/// <summary>

    
/// Constructor

    
/// </summary>

    
public
 
RecordFactory
()

    
{

       
_prototypes
.
Add
(
RecordType
.
Car
,
 
new
 
CarRecord
());

       
_prototypes
.
Add
(
RecordType
.
Person
,
 
new
 
PersonRecord
());

    
}

 

    
/// <summary>

    
/// The Factory method

    
/// </summary>

    
public
 
Record
 
CreateRecord
(
RecordType
 
type
)

    
{

       
return
 
_prototypes
[
type
].
Clone
();

    
}

 
}

```

### Java
```
 
/** Prototype Class **/

 
public
 
class
 
Cookie
 
implements
 
Cloneable
 
{

   

    
public
 
Object
 
clone
()

    
{

        
try
{

            
Cookie
 
copy
 
=
 
(
Cookie
)
super
.
clone
();

            
//In an actual implementation of this pattern you might now change references to

            
//the expensive to produce parts from the copies that are held inside the prototype.

            
return
 
copy
;

        
}

        
catch
(
CloneNotSupportedException
 
e
)

        
{

           
e
.
printStackTrace
();

           
return
 
null
;

        
}

    
}

 
}

 

 
/** Concrete Prototypes to clone **/

 
public
 
class
 
CoconutCookie
 
extends
 
Cookie
 
{
 
}

 

 
/** Client Class**/

 
public
 
class
 
CookieMachine

 
{

 

   
private
 
Cookie
 
cookie
;
//could have been a private Cloneable cookie; 

 

     
public
 
CookieMachine
(
Cookie
 
cookie
)
 
{
 

         
this
.
cookie
 
=
 
cookie
;
 

     
}
 

     
public
 
Cookie
 
makeCookie
()
 
{
 

       
return
 
(
Cookie
)
cookie
.
clone
();
 

     
}
 

     
public
 
Object
 
clone
()
 
{
 
}
 

 

     
public
 
static
 
void
 
main
(
String
 
args
[]
){
 

         
Cookie
 
tempCookie
 
=
  
null
;
 

         
Cookie
 
prot
 
=
 
new
 
CoconutCookie
();
 

         
CookieMachine
 
cm
 
=
 
new
 
CookieMachine
(
prot
);
 

         
for
(
int
 
i
=
0
;
 
i
<
100
;
 
i
++
)
 

             
tempCookie
 
=
 
cm
.
makeCookie
();
 

     
}
 

 
}

```